# Culicoides iriartei
Culicoides iriartei är en tvåvingeart som beskrevs av Fox 1952. Culicoides iriartei ingår i släktet Culicoides och familjen svidknott. Inga underarter finns listade i Catalogue of Life.